# Гілл (місячний кратер)

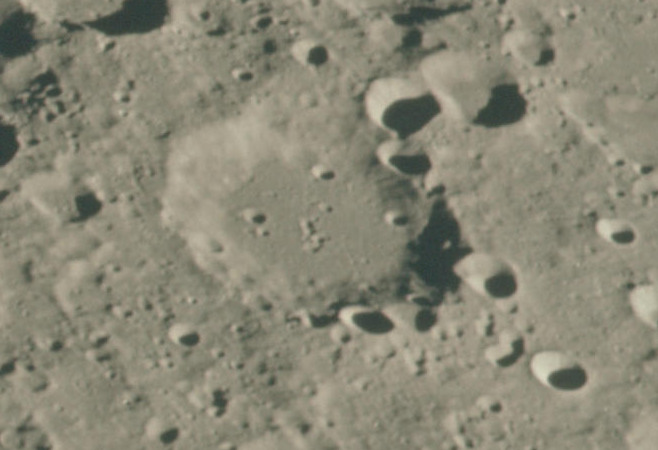
Косий вид Гілла з Аполлона 15, орієнтація на південний захід

Гілл — це місячний метеоритний кратер, розташований поблизу південно -східного краю Місяця. Через близькість до краю Місяця, якщо дивитися з Землі, вигляд цього кратера показується обсерваторові майже в профіль, і він може не потрапляти в поле зору через лібрацію. Кратер лежить на південний захід від неправильної Mare Australe та на південний схід від видатного кратера Понтекулан. На південний захід від Гілла лежить кратер Гельмгольц.
Це старе еродоване утворення кратера із нерівномірним зовнішнім валом. З'єднана пара невеликих кратерів лежить уздовж північного краю. Внутрішня поверхня відносно рівна й відзначена кількома малими кратерами.
11 червня 2009 року японський місячний орбітальний космічний апарат SELENE навмисно впав на поверхню Місяця на південний схід від Гілла. Місце удару — за селенографічними координатами 65,5 S, 80,4 E. Спалах від удару успішно спостерігали з обсерваторії на горі Абу в Ґуру-Шихар в Індії та за допомогою англо-австралійського телескопа.

## Супутникові кратери
За домовленістю ці ознаки визначаються на місячних картах, розміщуючи букву на тій стороні середини кратера, яка є найближчою до Гілла.
| Гілл | Широта    | Довгота                | Діаметр (км) | Діаметр (mi) |
| ---- | --------- | ---------------------- | ------------ | ------------ |
| А.   | 63,6 ° пд | 72,9 ° східної довготи | 13 км        | 8 мі         |
| B    | 61,7 ° пд | 69,9 ° сх.д.           | 31 км        | 19 мі        |
| C.   | 62,2 ° пд | 67,4 ° східної довготи | 30 км        | 19 мі        |
| D    | 63,4 ° пд | 79,8 ° сх.д.           | 15 км        | 9 мі         |
| E    | 63,3 ° пд | 70,4 ° сх.д.           | 13 км        | 8 мі         |
| F    | 63,8 ° пд | 65,1 ° сх.д.           | 23 км        | 14 мі        |
| G    | 63,5 ° пд | 68,2 ° сх.д.           | 32 км        | 20 мі        |
| H    | 63,9 ° пд | 70,2 ° сх.д.           | 8 км         | 5 мі         |

### Загальні посилання
- Andersson, L. E.; Whitaker, E. A. (1982). NASA Catalogue of Lunar Nomenclature. NASA RP-1097.
- Blue, Jennifer (25 липня 2007). Gazetteer of Planetary Nomenclature. USGS. Архів оригіналу за 8 квітня 2012. Процитовано 5 серпня 2007.
- Bussey, B.; Spudis, P. (2004). The Clementine Atlas of the Moon. New York: Cambridge University Press. ISBN 978-0-521-81528-4.
- Cocks, Elijah E.; Cocks, Josiah C. (1995). Who's Who on the Moon: A Biographical Dictionary of Lunar Nomenclature. Tudor Publishers. ISBN 978-0-936389-27-1.
- McDowell, Jonathan (15 липня 2007). Lunar Nomenclature. Jonathan's Space Report. Архів оригіналу за 26 травня 2012. Процитовано 24 жовтня 2007.
- Menzel, D. H.; Minnaert, M.; Levin, B.; Dollfus, A.; Bell, B. (1971). Report on Lunar Nomenclature by the Working Group of Commission 17 of the IAU. Space Science Reviews. 12 (2): 136—186. Bibcode:1971SSRv...12..136M. doi:10.1007/BF00171763. S2CID 122125855.
- Moore, Patrick (2001). On the Moon. Sterling Publishing Co. ISBN 978-0-304-35469-6.
- Price, Fred W. (1988). The Moon Observer's Handbook. Cambridge University Press. ISBN 978-0-521-33500-3.
- Rükl, Antonín (1990). Atlas of the Moon. Kalmbach Books. ISBN 978-0-913135-17-4.
- Webb, Rev. T. W. (1962). Celestial Objects for Common Telescopes (вид. 6th revised). Dover. ISBN 978-0-486-20917-3.
- Whitaker, Ewen A. (1999). Mapping and Naming the Moon. Cambridge University Press. ISBN 978-0-521-62248-6.
- Wlasuk, Peter T. (2000). Observing the Moon. Springer. ISBN 978-1-85233-193-1.